# Jim Pillen
James Douglas Pillen (* 31. prosince 1955 Columbus, Nebraska) je americký politik a člen Republikánské strany, od ledna 2023 guvernér Nebrasky.
Povoláním je veterinář. V letech 2013 až 2023 působil jako člen správní rady Univerzity v Nebrasce. V roce 2022 byl zvolen guvernérem poté, co ve volbách porazil kandidáta Demokratické strany Carola Blooda. Během primárních voleb se přitom odmítl účastnit jakýchkoliv debat se svými stranickými protikandidáty. Primární volby nakonec vyhrál o čtyři procentní body se ziskem 34 % hlasů.
Je ženatý, má čtyři děti.